# 朱安𡉺
魯陽靖肅王朱安𡉺（1479年—1542年），明朝周藩第二代魯陽王，魯陽恭惠王朱同鈮的庶長子。

## 生平
成化二十一年（1485年）九月，獲賜名安𡉺。朱安𡉺初封鎮國將軍。嘉靖四年（1525年）十月，襲封魯陽王。
嘉靖二十一年（1542年），朱安𡉺去世，享年六十四歲，諡靖肅。庶長子鎮國將軍朱睦杫早卒，長孫朱勤灰在兩年後襲爵。

## 家庭

### 妻
- 李氏，初冊為鎮國將軍夫人，嘉靖四年（1525年）十月冊為魯陽王妃[2]。

### 妾
- 尚氏，萬曆五年（1577年）二月追封魯陽靖肅王夫人，生朱睦枇[5]。

### 子
- 庶長子：鎮國將軍→魯陽安定王（追封）朱睦杫
- 子：鎮國將軍朱睦枇[5]